# قائمة الأفلام المصرية سنة 1967
هذه قائمة بالأفلام المصرية لسنة 1967 مرتبة أبجديا

## 1967
- أخطر رجل في العالم
- شباب مجنون جدا
- إضراب الشحاتين
- الخروج من الجنة
- الراجل ده حايجنني
- الزوجة الثانية
- السمان والخريف
- المخربون
- شاطئ المرح
- شقة الطلبة
- غرام في الكرنك
- قصر الشوق
- كرامة زوجتي
- معبودة الجماهير